# 福岡天神医療リハビリ専門学校
福岡天神医療リハビリ専門学校（ふくおかてんじんいりょうリハビリせんもんがっこう）は、福岡県福岡市中央区にある私立専修学校。

## 沿革
- 2003年 - 第一医療リハビリテーション専門学校設立
- 2009年 - 福岡天神医療リハビリ専門学校に改称
- 2014年3月31日 - 理学療法学科の昼間部4年制課程を廃止
- 2018年3月31日 をもって夜間部（理学療法学科・鍼灸学科・柔道整復学科）の新入学生募集停止

## 設置学科
- 理学療法学科（昼間3年制）
- 作業療法学科（昼間3年制）
- 鍼灸学科（昼間3年制）
- 柔道整復学科（昼間3年制）

## 取得資格
- 理学療法士国家試験受験資格
- 作業療法士国家試験受験資格
- はり師国家試験・きゅう師国家試験受験資格
- 柔道整復師国家試験受験資格
- 健康運動実践指導者
- 健康運動指導士

ダブルコースという形で2つの学科を履修して2つの資格を取得できた。
夜間部が募集停止となったため、ダブルコースの履修は不可能となった。